# Nipkovljev disk
Nipkovljev disk (skenirajući disk) mehanički je uređaj za skeniranje slika koji je 1884. izumeo Paul Gotlib Nipkov. Disk je ključna komponenta u razvoju mehaničke televizije tokom 20-ih godina prošlog veka.
Uređaj je mehanički disk koji rotira, napravljen od metala, plastike, kartona i sl, u kom su  u jednakim razmacima izbušene rupe istog prečnika. Rupe su postavljene spiralno,  poput brazdi na gramofonskoj ploči. 
Slika se projektuje direktno na disk. Svaka rupa u spirali uzima "komadić" slike koji senzor prepoznaje kao svetlost ili tama. Ako je senzor napravljen tako da kontroliše svetlo iza drugog Nipkovljevog diska koji rotira istom brzinom i u istom smeru, slika će se reprodukovati liniju po liniju. Veličinu reprodukovane je proporcionalna veličini diska - što je veći disk, veća je i slika.
U Nipkovljevom  disku koriste se relativno jednostavni senzori u obliku fotoćelije ili fotodiode. Mane diska su u ograničenom broju skeniranih linija (30 - 100, vrlo retko 200), nelinearnoj geometriji skeniranih slika (koje su bile "iskrivljene"), te u nesrazmernoj veličini uređaja u odnosu na skenirane slike.

## Spoljašnje veze
- , Introduction Article to Spinning Disk Microscopy*Paul Nipkow Архивирано 2012-12-05 на сајту , biography includes a description and drawing of the Nipkow disc.
- The Invention of Television: Early Pioneers Архивирано на веб-сајту  (2. август 2017)
- Nipkov disc, instructions on creating a cardboard Nipkov disc for experimentation.
- "Will 'camera-boxes' help catch Whitechapel Ripper?" A fictional piece about the use of Nipkow Disks in 1888 London, at Skeptic Friends Network.